# Schneeflöckchen
Schneeflöckchen is een Duitse actiekomediefilm uit 2017 geregisseerd door Adolfo J. Kolmerer. De film ging in première op 14 september 2017 op het Fantasy Filmfest in Berlijn en won de publieksprijs op het Haapsalu Horror & Fantasy Film Festival.

## Plot
Op jacht naar de moordenaar van hun families in het anarchistische Berlijn van de nabije toekomst, bevinden de vogelvrij verklaarde Tan en Javid zich gevangen in het duistere sprookje van een mysterieus scenario dat hen verstrikt in een vicieuze cirkel van wraak.